# 加普西維爾鎮區 (北卡羅萊納州亞利加尼縣)
加普西維爾鎮區（英語：Gap Civil Township）是位於美國北卡羅萊納州亞利加尼縣的一個鎮區。

## 地方資料
加普西維爾鎮區的面積為127.42平方千米，皆為陸地。根據2020年美國人口普查的數據，當地共有人口5192人，而人口密度為每平方千米40.75人。